# Ragnar Olason
Ragnar Olason, född 7 mars 1901, död 7 juni 1978, var en norsk skådespelare.
Olason var engagerad vid Det norske teatret och Nationaltheatret. Han verkade även som filmskådespelare och debuterade 1940 i Godvakker-Maren. På 1960- och 1970-talen var han engagerad vid NRK:s TV-teater.

## Filmografi (urval)
- 1940 – Godvakker-Maren
- 1955 – Trost i taklampa
- 1955 – Hjem går vi ikke
- 1956 – På solsiden
- 1958 – Elias rekefisker
- 1961 – Hans Nielsen Hauge
- 1968 – Skipper Worse (TV-serie)
- 1972 – Fleksnes fataliteter (TV-serie)
- 1973 – To fluer i ett smekk